# Shannaras ättlingar
Shannaras ättlingar är en fantasyroman från 1990 författad av Terry Brooks. Boken är översatt till svenska av Birgitta Gahrton och är den första delen av fyra i serien Arvet från Shannara.

## Handling
De fyra länderna håller på att erövras av monster som kallas skuggoner (shadowmen). Den styrande regimen verkar inte se faran och ägnar sig istället åt att förslava dvärgar och jaga de som använder magi, eftersom det bryter mot regimens nya lag.
Par Ohmsford, Walker Boh och Wren Ohmsford är alla ättlingar till Shannara. De blir kontaktade genom drömmar av den sedan länge döda druiden Allanon. Han kallar dem till sjön Hadeshorn där han ger dem varsitt uppdrag. Par ska leta rätt på Shannaras Svärd, Walker ska återupprätta druiderna och deras försvunna borg Paranor, Wren ska hitta och återföra alverna till de fyra länderna. 